# Eleutherodactylus albolabris
Eleutherodactylus albolabris es una especie de anfibio anuro de la familia Eleutherodactylidae.

## Distribución geográfica
Esta especie es endémica del estado de Guerrero en México. Habita en la localidad de Agua de Obispo.

## Descripción
El holotipo masculino mide 24 mm.

## Taxonomía
Esta especie se llama Eleutherodactylus albolabris o Eleutherodactylus dixoni según los autores.

## Publicaciones originales
- Taylor, 1943 : Herpetological novelties from Mexico. University of Kansas Science Bulletin, vol. 29, n.º 8, p. 343-358[5]
- Lynch, 1991 : Three replacement names for preoccupied names in the genus Eleutherodactylus (Amphibia: Leptodactylidae). Copeia, vol. 1991, n.º 4, p. 1138-1139.